# Décès en 2003
Décès
- 1999
- 2000
- 2001
- 2002
- 2003
- 2004
- 2005
- 2006
- 2007

Cet article présente une liste de personnalités mortes au cours de l'année -3 dont la date de décès précise est inconnue.
La liste des personnes référencées dans Wikipédia est disponible dans la page de la Catégorie:Décès en 2003

Les mois de l'année font l'objet de listes spécifiques :

## Janvier
- 22 janvier : Sarah Pettit, journaliste américaine, militante des droits LGBT et rédactrice en chef.

## Septembre
- 2 septembre : George Chubb, 3e baron Hayter, industriel et homme politique britannique (° 25 avril 1911).

## Date précise inconnue
- Rafic Charaf, peintre libanais (° 1932).
- Berthe Raharijaona, avocate malgache (° 1908).
- Yvette Szczupak-Thomas, écrivaine et peintre française naturalisée israélienne (° 1er juin 1929).